# قوطی افشره

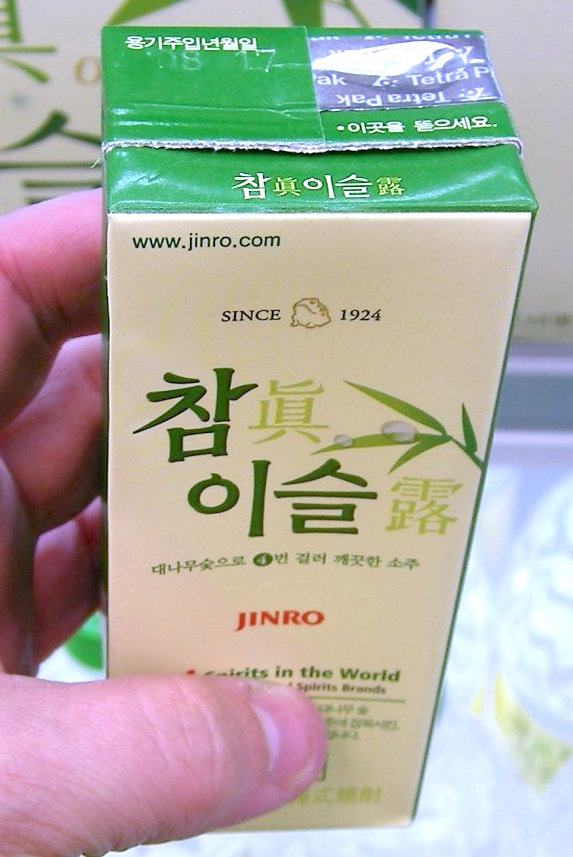
یک قوطی افشره

قوطی افشره یا پاکت و جعبه مایعات، نوعی ظرف است که برای بسته‌بندی آسان و راحت مایع‌ها (معمولاً" خوراکی‌ها و خوشاب‌ها) مورد استفاده قرار می‌گیرد. فویل‌های آلومینیومی به عنوان آستر در ساخت این نوع ظرف‌ها کاربرد دارند.